# Dia dos Açores
O Dia dos Açores foi instituído pelo parlamento açoriano em 1980, destinado a comemorar a açorianidade e a autonomia do arquipélago. É a maior celebração religiosa e cívica dos Açores.
A escolha da Segunda-Feira do Espírito Santo (também conhecida por Dia do Bodo ou Dia da Pombinha), isto é a segunda-feira imediatamente após a festa religiosa do Pentecostes, alicerça-se no facto da comemoração do Espírito Santo - em que se entrelaçam as mais nobres tradições cristãs com a celebração da Primavera, da vida, da solidariedade e da esperança -, constituir a principal festividade do povo açoriano.
Formado por pequenas comunidades isoladas durante séculos, o povo dos Açores manteve cultos e práticas profundamente populares, totalmente enraizadas no quotidiano que, apesar da crescente globalização, ainda mantêm um profundo significado, sendo um dos traços da açorianidade. Entre essas práticas insere-se esta comemoração, cuja vitalidade se alarga naturalmente a todos os núcleos de açorianos espalhados pelo mundo, incluindo as comunidades de origem açoriana no sul do Brasil, e que se exterioriza em celebrações que são tão espontâneas e tão vividas quão intensas.
O culto do Espírito Santo nos Açores, resultado da forte influência franciscana no arquipélago e da conjugação da visão histórica proveniente da ortodoxia teológica cristã com a visão histórico-profética do milenarismo de Joaquim de Fiore (formulado como sagração da história), ganhou uma dimensão e um impacto sem paralelo. A força do culto do Espírito Santo é tão grande que deu ao catolicismo predominante nas ilhas um carácter especial, tendo sido, inclusive, uma fonte de constantes conflitos entre a ortodoxia da igreja e as Irmandades do Divino Espírito Santo. Daí ser um dos traços determinantes da cultura açoriana.
Assim, porque é o mais popular dos dias festivos e de repouso e recreio em todo o arquipélago, entendeu o parlamento açoriano justo consagrá-lo legalmente como afirmação da identidade dos açorianos, da sua filosofia de vida e da sua unidade - base e justificação da autonomia política que lhes foi reconhecida e que orgulhosamente exercitam (prâmbulo do Decreto Regional n.º 13/80, de 21 de Agosto).

## Calendário
- 4 de junho de 1990
- 20 de maio de 1991
- 8 de junho de 1992
- 31 de maio de 1993
- 23 de maio de 1994
- 5 de junho de 1995
- 27 de maio de 1996
- 19 de maio de 1997
- 1 de junho de 1998
- 24 de maio de 1999
- 12 de junho de 2000
- 4 de junho de 2001
- 20 de maio de 2002
- 9 de junho de 2003
- 31 de maio de 2004
- 16 de maio de 2005
- 5 de junho de 2006
- 28 de maio de 2007
- 12 de maio de 2008
- 1 de junho de 2009
- 24 de maio de 2010
- 13 de junho de 2011
- 28 de maio de 2012
- 20 de maio de 2013
- 9 de junho de 2014
- 25 de maio de 2015
- 16 de maio de 2016
- 5 de junho de 2017
- 21 de maio de 2018
- 10 de junho de 2019
- 1 de junho de 2020
- 24 de maio de 2021
- 6 de junho de 2022
- 29 de maio de 2023
- 20 de maio de 2024
- 9 de junho de 2025